# Torneo Internazionale Regione Piemonte 2012
Il Torneo Internazionale Regione Piemonte 2012 è stato un torneo professionistico di tennis femminile giocato sulla terra rossa. È stata la 13ª edizione del torneo, che fa parte dell'ITF Women's Circuit nell'ambito dell'ITF Women's Circuit 2012. Si è giocato a Biella in Italia dal 2 all'8 luglio 2012.

## Partecipanti

### Teste di serie
| Nazionalità | Giocatrice                 | Ranking* | Testa di serie |
| ----------- | -------------------------- | -------- | -------------- |
| Rep. Ceca   | Barbora Záhlavová-Strýcová | 62       | 1              |
| Francia     | Pauline Parmentier         | 70       | 2              |
| Georgia     | Anna Tatišvili             | 73       | 3              |
| Romania     | Alexandra Cadanțu          | 84       | 4              |
| Paesi Bassi | Kiki Bertens               | 86       | 5              |
| Svizzera    | Romina Oprandi             | 87       | 6              |
| Svezia      | Johanna Larsson            | 92       | 7              |
| Austria     | Patricia Mayr-Achleitner   | 93       | 8              |

- Ranking al 25 giugno 2012.

### Altre partecipanti
Giocatrici che hanno ricevuto una wild card:
- Maria Elena Camerin
- Irina Chromačëva
- Johanna Larsson
- Giulia Pairone

Giocatrici che sono passate dalle qualificazioni:
- Vesna Dolonc
- Valentina Ivachnenko
- Federica di Sarra
- Laura Thorpe
- Mervana Jugić-Salkić (lucky loser)

## Campionesse

### Singolare
- Johanna Larsson ha battuto in finale  Anna Tatišvili con il punteggio di 6–3, 6–4

### Doppio
- Eva Hrdinová /  Mervana Jugić-Salkić hanno battuto in finale  Sandra Klemenschits /  Tatjana Maria con il punteggio di 1–6, 6–3, [10–8]